# Alberto Sordi
Alberto Sordi (* 15. Juni 1920 in Rom; † 24. Februar 2003 ebenda) war ein italienischer Film-, Fernseh- und Theaterschauspieler sowie Regisseur, Drehbuchautor und Synchronsprecher.

## Leben
Als Kind einer musischen Familie – sein Vater war Musikprofessor – fing Sordi bereits in der Grundschule mit dem Theater an, zunächst mit der Inszenierung von Marionettenstücken. Daneben sang er auch im Chor der Sixtinischen Kapelle. Die Mailander Schauspielakademie musste er aufgrund seines römischen Dialektes nach kurzer Zeit aufgeben.
Wieder in Rom fing Sordi 1937 als Komparse in Cinecittà an und wurde bald Synchronsprecher für Oliver Hardy, Robert Mitchum und Anthony Quinn. Daneben arbeitete er am Theater und als Hörspielsprecher.
Sordi trat vor allem in komischen Rollen hervor. Berühmt wurde er durch seine Zusammenarbeit mit Federico Fellini, in dessen Filmen Die bittere Liebe (1952) und Die Müßiggänger (1953) er Hauptrollen verkörperte. Erfolg war ihm mit der Rolle des nach außerehelichen Liebesabenteuern suchenden Amedeo in Gian Luigi Polidoros Komödie Amore in Stockholm beschieden, die ihm einen Golden Globe Award als Bester Komödiendarsteller einbrachte. Daraufhin folgte die Rolle des vermögenden Bruchpiloten Graf Emilio Ponticelli in der englischsprachigen Produktion Die tollkühnen Männer in ihren fliegenden Kisten (1965).
Sordi erschien als Darsteller in über 150 Film- und Fernsehproduktionen. Bei den Filmfestspielen von Venedig 1995 wurde er mit dem Goldenen Löwen für sein Lebenswerk ausgezeichnet. Nach seinem Tod im Alter von 82 Jahren wurde der Sarg des beliebten Schauspielers im Rathaus von Rom aufgebahrt.
Die Galleria Alberto Sordi in Rom trägt seinen Namen.

## Filmografie (Auswahl)

### Schauspieler
- 1937: Karthagos Fall (Scipione l'africano)
- 1938: Rivalin der Zarin (La principessa Tarakanova)
- 1942: Die Letzten von Giarabub (Giarabub)
- 1945: Die Nöte des Signor Travet (Le miserie del signor Travet)
- 1947: Das Verbrechen des Giovanni Episcopo (Il delitto di Giovanni Episcopo)
- 1948: Unter der Sonne von Rom (Sotto il sole di Roma)
- 1952: Die bittere Liebe (Lo sceicco bianco)
- 1953: Die Müßiggänger (I vitelloni)
- 1954: Ein Amerikaner in Rom (Un americano a Roma) (& Drehbuchbeteiligung)
- 1954: Begegnung in Rom (Una parigina a Roma)
- 1954: Husarenstreiche (Allegro squadrone)
- 1954: Kanaille von Catania (L’arte di arrangiarsi)
- 1954: Zwei Nächte mit Kleopatra (Due notti con Cleopatra)
- 1955: Ein Haus voller Unschuldslämmer (Accadde al penitanziario)
- 1955: Ein Held unserer Tage (Un eroe dei nostri tempi)
- 1955: Im Zeichen der Venus (Il segno di Venere)
- 1955: Der Wunderknabe (Bravissimo)
- 1956: Neros tolle Nächte (Mio figlio Nerone) (& Drehbuchautor)
- 1956: Vater wider Willen (Era di venerdì 17)
- 1957: Der Arzt und der Hexenmeister (Il medico e lo stregone)
- 1957: In einem anderen Land (A Farewell to Arms)
- 1957: Luftschlösser (Il conte Max)
- 1957: Rendezvous in Rom (Souvenir d'Italie)
- 1958: Dieb hin, Dieb her (Ladro lui, ladra lei)
- 1958: Fortunella
- 1958: Sommererzählungen (Racconti d'estate)
- 1958: Der Windhund von Venedig (Venezia, la luna e tu)
- 1959: Auf St. Pauli ist der Teufel los (I magliari)
- 1959: Frauen hinter Gittern (Nella città l'inferno)
- 1959: Man nannte es den großen Krieg (La grande guerra)
- 1959: Tolpatsch macht Karriere (Policarpo 'ufficiale di scrittura')
- 1959: Der Witwer (Il vedovo)
- 1959: Zweimal Riviera... und zurück (Costa Azzurra)
- 1960: Die Leiche ist im falschen Koffer (Crimen)
- 1960: Der Schutzmann (Il vigile)
- 1960: Der Weg zurück (Tutti a casa)
- 1960: Zwischen den Fronten (Tutti a casa)
- 1961: Das Jüngste Gericht findet nicht statt (Il giudizio universale)
- 1961: Das Leben ist schwer (Una vita difficile)
- 1961: Liebenswerte Gegner (The Best of Enemies)
- 1963: Amore in Stockholm (Il diavolo)
- 1965: Die drei Gesichter einer Frau (I tre volti)
- 1965: Einmal zu wenig, einmal zu viel (I complessi)
- 1965: Die tollkühnen Männer in ihren fliegenden Kisten (Those Magnificent Men in Their Flying Machines or How I Flew from London to Paris in 25 Hours 11 Minutes)
- 1966: Die Gespielinnen (Le fate)
- 1966: Unsere Ehemänner (I nostri mariti)
- 1967: Hexen von heute (Le streghe)
- 1968: Riusciranno i nostri eroi a ritrovare l’amico misteriosamente scomparso in Africa?
- 1969: Amore mio (Amore mio aiutami)
- 1969: Im Jahre des Herrn (Nell'anno sel Signore)
- 1971: Untersuchungshaft (Detenuto in attesa di giudizio)
- 1972: Fellinis Roma (Roma)
- 1972: Die schönste Soirée meines Lebens (La più bella serata della mia vita)
- 1972: Teuflisches Spiel (Lo scopone scientifico)
- 1974: Finché c’è guerra c’è speranza
- 1978: Der Zeuge (Le témoin)
- 1979: Der eingebildete Kranke (Il malato immaginario)
- 1979: Stau (L’ingorgo – una storia impossibile)
- 1980: Ich und Katharina (Io e Caterina)
- 1981: Die tolldreisten Streiche des Marchese del Grillo (Il marchese del Grillo)
- 1982: Ich weiß, daß du weißt, daß ich weiß (Io so che tu sai che io so)
- 1989: Die Verlobten (I promessi sposi) (Fernsehminiserie)

### Regie
- 1966: Fumo di Londra
- 1969: Amore mio (Amore mio aiutami)
- 1980: Ich und Katharina (Io e Caterina)
- 1982: Ich weiß, daß du weißt, daß ich weiß (Io so che tu sai che io so)
- 1984: Ab in den Knast (Tutti dentro)

## Auszeichnungen (Auswahl)
- 1954: Nastro d’Argento für Die Müßiggänger (Bester Nebendarsteller)
- 1956: Nastro d’Argento für Die Freuden der Junggesellen (Bester Hauptdarsteller)
- 1960: David di Donatello für Man nannte es den großen Krieg (Bester Darsteller)
- 1960: Nastro d’Argento für Man nannte es den großen Krieg (Bester Hauptdarsteller)
- 1961: David di Donatello für Der Weg zurück (Bester Darsteller)
- 1964: Golden Globe Award für Amore in Stockholm (Bester Komödiendarsteller)
- 1966: David di Donatello für Fumo di Londra (Bester Darsteller)
- 1969: David di Donatello für Il medico della mutua (Bester Darsteller)
- 1969: Globo D’Oro für Il medico della mutua (Bester Darsteller)
- 1972: Silberner Bär der Internationalen Filmfestspiele Berlin für Untersuchungshaft (Bester Darsteller)
- 1972: David di Donatello für Untersuchungshaft (Bester Darsteller)
- 1973: David di Donatello für Teuflisches Spiel (Bester Darsteller)
- 1977: Nastro d’Argento für Un borghese piccolo piccolo (Bester Hauptdarsteller)
- 1982: Globo D’Oro für Ich und Katharina (Bester Darsteller)
- 1983: Globo D’Oro für Die tolldreisten Streiche des Marchese del Grillo (Bester Darsteller)
- 1983: Spezialpreis der Jury des Internationalen Filmfestivals Moskau für Die Geheimnisse meiner Frau („Für den Beitrag zum Kino“)
- 1990: David di Donatello (Ehrenpreis für sein Lebenswerk)
- 1994: David di Donatello (Ehrenpreis für sein Lebenswerk)
- 1999: David di Donatello (Ehrenpreis für sein Lebenswerk)
- 2003: Nastro d’Argento (Postumer Spezialpreis)